# پروفسور (فیلم ۱۹۷۲)
«پروفسور» (انگلیسی: Professor (1972 film)) یک فیلم است که در سال ۱۹۷۲ منتشر شد.